# Campionato europeo Superstock 600 2014
Il Campionato europeo Superstock 600 del 2014 è stato la decima edizione del campionato Europeo della categoria Superstock 600. Sviluppatosi su 7 prove in totale, con inizio in Spagna il 12 aprile e conclusione in Francia il 4 ottobre.
Al termine del campionato si è laureato campione europeo il pilota italiano Marco Faccani alla guida di una Kawasaki ZX-6R gestita dal San Carlo Team Italia, che ha preceduto di 43 punti l'olandese Wayne Tessels con la Suzuki GSX-R600. Al terzo posto si piazza l'italiano Andrea Tucci, anche lui su Kawasaki, staccato di 53 punti dal leader del campionato.

## Calendario
| Nº | Data        | Gran Premio | Circuito         | Pole Position       | Vincitore gara      | Leader del campionato |
| -- | ----------- | ----------- | ---------------- | ------------------- | ------------------- | --------------------- |
| 1  | 12 aprile   | Spagna      | Aragón           | Marco Faccani       | Marco Faccani       | Marco Faccani         |
| 2  | 26 aprile   | Paesi Bassi | Assen            | Federico Caricasulo | Niki Tuuli          | Niki Tuuli            |
| 3  | 10 maggio   | Italia      | Imola            | Marco Faccani       | Marco Faccani       | Niki Tuuli            |
| 4  | 21 giugno   | Italia      | Misano Adriatico | Marco Faccani       | Marco Faccani       | Marco Faccani         |
| 5  | 5 luglio    | Portogallo  | Portimão         | Wayne Tessels       | Marco Faccani       | Marco Faccani         |
| 6  | 6 settembre | Spagna      | Jerez            | Marco Faccani       | Marco Faccani       | Marco Faccani         |
| 7  | 4 ottobre   | Francia     | Magny-Cours      | Morgan Berchet      | Toprak Razgatlıoğlu | Marco Faccani         |

## Classifica finale
| Posizione | Pilota                | Motocicletta      | Spagna (bandiera) | Paesi Bassi (bandiera) | Italia (bandiera) | Italia (bandiera) | Portogallo (bandiera) | Spagna (bandiera) | Francia (bandiera) | Punti |
| --------- | --------------------- | ----------------- | ----------------- | ---------------------- | ----------------- | ----------------- | --------------------- | ----------------- | ------------------ | ----- |
| 1         | Marco Faccani         | Kawasaki          | 1                 | 10                     | 1                 | 1                 | 1                     | 1                 | Rit                | 131   |
| 2         | Wayne Tessels         | Suzuki            | 3                 | 3                      | 9                 | 4                 | 2                     | 5                 | 11                 | 88    |
| 3         | Andrea Tucci          | Kawasaki          | 2                 | 5                      | 8                 | 10                | 6                     | 4                 | 6                  | 78    |
| 4         | Niki Tuuli            | Yamaha            | 4                 | 1                      | 2                 | Rit               | Rit                   | Rit               | 3                  | 74    |
| 5         | Federico Caricasulo   | Honda             | SQ                | Rit                    | 6                 | 2                 | 3                     | 2                 | Rit                | 66    |
| 6         | Ilya Mikhalchik       | Kawasaki          | 5                 | 9                      | 7                 | 29                | 4                     | 8                 | 4                  | 61    |
| 7         | Gauthier Duwelz       | Kawasaki e Yamaha | 8                 | 6                      | Rit               | 11                | NP                    | 3                 | 7                  | 48    |
| 8         | Luca Salvadori        | Kawasaki          | 6                 | 8                      | 4                 | 9                 | 12                    | Rit               | 12                 | 46    |
| 9         | Kevin Manfredi        | Honda             | 9                 | 2                      | Rit               | 8                 | Rit                   | 13                | Rit                | 38    |
| 10        | Eemeli Lahti          | Yamaha            | 15                | 7                      | 12                | 17                | 8                     | 14                | 8                  | 32    |
| 11        | Michael Ruben Rinaldi | Yamaha            | 17                | 12                     | 5                 | 12                | 18                    | 6                 | 20                 | 29    |
| 12        | Stefano Casalotti     | Yamaha            | 7                 | Rit                    | 3                 | Rit               | 14                    | Rit               | 18                 | 27    |
| 13        | Toprak Razgatlıoğlu   | Kawasaki          |                   |                        |                   |                   |                       |                   | 1                  | 25    |
| 14        | Richárd Bódis         | Honda             | 20                | 24                     | 24                | Rit               | 5                     | 7                 | 13                 | 23    |
| 15        | Mathieu Marchal       | Yamaha            | 12                | Rit                    | 10                | Rit               |                       | 11                | 9                  | 22    |
| 16        | Anthony Dumont        | Yamaha            |                   |                        |                   |                   |                       |                   | 2                  | 20    |
| 17        | Adrian Nestorovic     | Yamaha            | 10                | 15                     | 14                | 15                | 7                     |                   |                    | 19    |
| 18        | Julian Puffe          | Kawasaki          | 18                | 20                     | 13                | 13                | 10                    | Rit               | 10                 | 18    |
| 19        | Davide Stirpe         | Kawasaki          |                   |                        |                   | 3                 |                       |                   |                    | 16    |
| 20        | Alessandro Zaccone    | Honda             |                   |                        |                   | 7                 | 9                     | 20                | Rit                | 16    |
| 21        | Rob Hartog            | Suzuki            |                   | 4                      |                   |                   |                       |                   |                    | 13    |
| 22        | Hugo Clere            | Yamaha            |                   |                        |                   |                   |                       |                   | 5                  | 11    |
| 23        | Gennaro Sabatino      | Yamaha            |                   |                        |                   | 5                 |                       |                   |                    | 11    |
| 24        | Nicola Jr. Morrentino | Yamaha            |                   |                        |                   | 6                 |                       |                   |                    | 10    |
| 25        | Chrissy Rouse         | Honda             |                   |                        |                   |                   | 11                    | 12                | 17                 | 9     |
| 26        | Riccardo Caruso       | Kawasaki          | Rit               | Rit                    | 27                | 27                | 21                    | 9                 | Rit                | 7     |
| 27        | Adrien Pittet         | Yamaha            | SQ                | 14                     | 18                | 23                | 13                    | 22                | 14                 | 7     |
| 28        | Timothy Baken         | Yamaha            |                   |                        |                   |                   |                       | 10                | 21                 | 6     |
| 29        | Roberto Mercandelli   | Yamaha            |                   |                        | 11                |                   |                       |                   |                    | 5     |
| 30        | Christopher Gobbi     | Yamaha            | Rit               | 11                     | Rit               | Rit               | 17                    | 21                | Rit                | 5     |
| 31        | Jake Lewis            | Honda             | 11                | Rit                    | 16                | 19                | 16                    | 16                | 22                 | 5     |
| 32        | Koen Zeelen           | Yamaha e Kawasaki | 14                | 13                     | 20                | 21                | Rit                   | 25                |                    | 5     |
| 33        | Michael Canducci      | Kawasaki e Honda  | 13                | Rit                    | 17                | Rit               | 20                    |                   | Rit                | 3     |
| 34        | Federico Monti        | Honda             |                   |                        |                   | 14                |                       |                   |                    | 2     |
| 35        | Morgan Berchet        | Yamaha            |                   |                        |                   |                   |                       |                   | 15                 | 1     |
| 36        | Vincenzo Lagonigro    | Yamaha            | 26                | 21                     | 25                | 26                | 22                    | 15                | Rit                | 1     |
| 37        | Giuseppe De Gruttola  | Kawasaki          | 25                | Rit                    | Rit               | Rit               | 15                    | 26                | Rit                | 1     |
| 38        | Valter Patronen       | Yamaha            | 16                | Rit                    | 15                | 20                | 19                    | 18                | 23                 | 1     |
| Posizione | Pilota                | Motocicletta      | Spagna (bandiera) | Paesi Bassi (bandiera) | Italia (bandiera) | Italia (bandiera) | Portogallo (bandiera) | Spagna (bandiera) | Francia (bandiera) | Punti |

| Legenda | 1º posto        | 2º posto            | 3º posto            | A punti      | Senza punti        | Grassetto=Pole position Corsivo=Giro più veloce |
| Legenda | Gara non valida | Non qual./Non part. | Ritirato/Non class. | Squalificato | "-" Dato non disp. | Grassetto=Pole position Corsivo=Giro più veloce |

## Sistema di punteggio
| Pos.  | 1  | 2  | 3  | 4  | 5  | 6  | 7 | 8 | 9 | 10 | 11 | 12 | 13 | 14 | 15 | 16> |
| ----- | -- | -- | -- | -- | -- | -- | - | - | - | -- | -- | -- | -- | -- | -- | --- |
| Punti | 25 | 20 | 16 | 13 | 11 | 10 | 9 | 8 | 7 | 6  | 5  | 4  | 3  | 2  | 1  | 0   |